# Li Chunxiu
Li Chunxiu (李 春秀, 13 de agosto de 1969) es una atleta china especializada en marcha atlética.
En el año 1992 participó en los Juegos Olímpicos de Barcelona, consiguiendo la medalla de bronce en los 10 km.
Su mejor marca personal en la distancia de 10 km marcha quedó registrada en 1993 con un tiempo de 41:48.